# Občina (sociologie)
Občina, obecně sdílené statky nebo společně sdílené statky (anglicky commons) jsou obecně sdílené zdroje přístupné všem členům společnosti, jako jsou přírodní zdroje, například voda, vzduch, nebo obyvatelná zem, případně také kulturní zdroje.

## Historie pojmu
Z historického hlediska občinu tvořily náves, cesty, průhony, pastviny, lesy, vodní toky a neplodná půda. V užším slova smyslu pojem „občina“ může znamenat obecní pastviny, které označuje půdu společnou všem svobodným hospodářům obce a také práva, jež z tohoto společného vlastnictví plynula. V širším socio-kulturním smyslu je možné za občinu (anglicky commons) považovat dle Nadi Johanisové „ekosystém spravovaný komunitou.“ V kulturním slova smyslu patří mezi sdílené občiny také vešketé soubory sdílené pod licencí Creative Commons na úložišti WIkimedia Commons.